# 海倫娜 (喬治亞州)
海倫娜（英語：Helena）是一個位於美國喬治亞州特爾費爾縣和惠勒縣的城市。

## 地理
海倫娜的座標為32°04′29″N 82°54′46″W / 32.07472°N 82.91278°W，而該地的平均海拔高度為73米（即240英尺）。

## 人口
根據2010年美國人口普查的數據，海倫娜的面積為5.50平方千米，當中陸地面積為5.50平方千米，而水域面積為0.00平方千米。當地共有人口2883人，而人口密度為每平方千米524.18人。